# ويليام سي. فيلدز
ويليام سي. فيلدز هو قاضي وسياسي أمريكي، ولد في 13 فبراير 1804 في نيويورك في الولايات المتحدة، وتوفي في 27 أكتوبر 1882 في قرية لورانس في الولايات المتحدة. نشط حزبياً في الحزب الجمهوري. وقد انتخب عضو مجلس النواب الأمريكي ‏.